# Chersonesia peraka
Chersonesia peraka är en fjärilsart som beskrevs av William Lucas Distant 1884. Chersonesia peraka ingår i släktet Chersonesia och familjen praktfjärilar. Inga underarter finns listade i Catalogue of Life.